# Europees kampioenschap voetbal onder 21 - 1992
Aan het Europees kampioenschap voetbal onder 21 van 1992 (kortweg EK voetbal -21) deden 32 teams mee. Het toernooi werd inclusief de kwalificatiewedstrijden tussen 1990 en 1992 gehouden. Er was bij deze editie geen sprake van een eindtoernooi dat in een land werd gehouden. Israël en Malta deden voor de eerste keer mee, net als het herenigde Duitsland. Het toernooi werd gewonnen door Italië.
Nieuw voor dit toernooi was de mogelijkheid tot kwalificatie voor de Olympische Spelen van 1992. Aan die editie van de Spelen mochten vijf of zes Europese teams meedoen. Het eerste team was Spanje, omdat de Spelen werden gehouden in Barcelona was het als gastland verzekerd van kwalificatie. Verder mochten de vier halvefinalisten van dit toernooi ook aan de Spelen deelnemen. De beste verliezer van nummer vijf van het toernooi moest een play-off spelen tegen een team uit Oceanië.
De 32 teams werden verdeeld over zes groepen van vier, een van drie en een van vijf. De groepswinnaars stroomden door naar de kwartfinales.

## Kwalificatiefase
| Kwalificatiegroep 1 | Kwalificatiegroep 1 | Wed | W | G | V | DV | DT | Ptn |
| ------------------- | ------------------- | --- | - | - | - | -- | -- | --- |
| 1                   | Tsjecho-Slowakije   | 8   | 7 | 1 | 0 | 23 | 4  | 15  |
| 2                   | Frankrijk           | 8   | 3 | 2 | 3 | 7  | 5  | 8   |
| 3                   | Spanje              | 7   | 3 | 2 | 2 | 6  | 5  | 8   |
| 4                   | Albanië             | 7   | 1 | 2 | 4 | 3  | 13 | 4   |
| 5                   | IJsland             | 8   | 1 | 1 | 6 | 3  | 15 | 3   |

| - IJsland 0-0 Albanië - IJsland 0-1 Frankrijk - Tsjecho-Slowakije 7-0 IJsland - Spanje 2-0 IJsland - Frankrijk 1-2 Tsjecho-Slowakije - Tsjecho-Slowakije 3-1 Spanje - Albanië 0-0 Frankrijk - Spanje 1-0 Albanië - Frankrijk 0-1 Spanje - Frankrijk 3-0 Albanië | - Albanië 1-5 Tsjecho-Slowakije - Albanië 2-1 IJsland - IJsland 0-1 Tsjecho-Slowakije - Tsjecho-Slowakije 1-0 Frankrijk - IJsland 1-0 Spanje - Spanje 0-0 Frankrijk - Tsjecho-Slowakije 3-0 Albanië - Spanje 1-1 Tsjecho-Slowakije - Frankrijk 2-1 IJsland - Albanië - Spanje (Not played) |

| Kwalificatiegroep 2 | Kwalificatiegroep 2 | Wed | W | G | V | DV | DT | Ptn |
| ------------------- | ------------------- | --- | - | - | - | -- | -- | --- |
| 1                   | Schotland           | 6   | 5 | 0 | 1 | 13 | 5  | 10  |
| 2                   | Bulgarije           | 6   | 4 | 0 | 2 | 6  | 2  | 8   |
| 3                   | Roemenië            | 6   | 2 | 0 | 4 | 5  | 9  | 4   |
| 4                   | Zwitserland         | 6   | 1 | 0 | 5 | 5  | 13 | 2   |

| - Schotland 2-0 Roemenië - Zwitserland 0-2 Bulgarije - Roemenië 0-1 Bulgarije - Schotland 4-2 Zwitserland - Bulgarije 2-0 Schotland - Schotland 1-0 Bulgarije | - Zwitserland 0-2 Roemenië - Bulgarije 1-0 Zwitserland - Zwitserland 0-3 Schotland - Roemenië 1-3 Schotland - Roemenië 1-3 Zwitserland - Bulgarije 0-1 Roemenië |

| Kwalificatiegroep 3 | Kwalificatiegroep 3 | Wed | W | G | V | DV | DT | Ptn |
| ------------------- | ------------------- | --- | - | - | - | -- | -- | --- |
| 1                   | Italië              | 6   | 4 | 1 | 1 | 6  | 8  | 9   |
| 2                   | Noorwegen           | 6   | 3 | 1 | 2 | 13 | 6  | 7   |
| 3                   | Sovjet-Unie         | 6   | 2 | 3 | 1 | 6  | 4  | 7   |
| 4                   | Hongarije           | 6   | 0 | 1 | 5 | 1  | 8  | 1   |

| - Sovjet-Unie 2-2 Noorwegen - Noorwegen 3-1 Hongarije - Italië 1-0 Hongarije - Hongarije 0-0 Sovjet-Unie - Hongarije 0-1 Italië - Noorwegen 6-0 Italië | - Italië 1-0 Sovjet-Unie - Noorwegen 0-1 Sovjet-Unie - Sovjet-Unie 2-0 Hongarije - Sovjet-Unie 1-1 Italië - Hongarije 0-1 Noorwegen - Italië 2-1 Noorwegen |

| Kwalificatiegroep 4 | Kwalificatiegroep 4 | Wed | W | G | V | DV | DT | Ptn |  |
| ------------------- | ------------------- | --- | - | - | - | -- | -- | --- |  |
| 1                   | Denemarken          | 6   | 4 | 2 | 0 | 21 | 4  | 10  |  |
| 2                   | Joegoslavië         | 6   | 4 | 0 | 2 | 11 | 10 | 8   |  |
| 3                   | Oostenrijk          | 6   | 2 | 2 | 2 | 8  | 5  | 6   |  |
| 4                   | San Marino          | 6   | 0 | 0 | 6 | 0  | 21 | 0   |  |

| - San Marino 0-3 Denemarken - Joegoslavië 1-0 Oostenrijk - Denemarken 3-0 Joegoslavië - San Marino 0-2 Oostenrijk - Joegoslavië 5-0 San Marino - Oostenrijk 3-0 San Marino | - Denemarken 7-0 San Marino - Joegoslavië 2-6 Denemarken - Denemarken 1-1 Oostenrijk - Oostenrijk 1-1 Denemarken - Oostenrijk 1-2 Joegoslavië - San Marino 0-1 Joegoslavië |

| Kwalificatiegroep 5 | Kwalificatiegroep 5 | Wed | W | G | V | DV | DT | Ptn |
| ------------------- | ------------------- | --- | - | - | - | -- | -- | --- |
| 1                   | Duitsland           | 4   | 4 | 0 | 0 | 12 | 1  | 8   |
| 2                   | België              | 4   | 2 | 0 | 2 | 5  | 6  | 4   |
| 3                   | Luxemburg           | 4   | 0 | 0 | 4 | 0  | 10 | 0   |

| - Luxemburg 0-3 Duitsland - België 2-0 Luxemburg - Duitsland 3-1 België | - Luxemburg 0-2 België - België 0-3 Duitsland - Duitsland 3-0 Luxemburg |

| Kwalificatiegroep 6 | Kwalificatiegroep 6 | Wed | W | G | V | DV | DT | Ptn |
| ------------------- | ------------------- | --- | - | - | - | -- | -- | --- |
| 1                   | Nederland           | 6   | 4 | 2 | 0 | 20 | 4  | 10  |
| 2                   | Portugal            | 6   | 4 | 2 | 0 | 9  | 2  | 10  |
| 3                   | Finland             | 6   | 2 | 0 | 4 | 7  | 13 | 4   |
| 4                   | Malta               | 6   | 0 | 0 | 6 | 5  | 22 | 0   |

| - Finland 0-1 Portugal - Portugal 0-0 Nederland - Malta 1-4 Nederland - Malta 1-3 Portugal - Portugal 2-0 Malta - Nederland 7-1 Malta | - Nederland 1-0 Finland - Finland 1-7 Nederland - Finland 3-1 Malta - Portugal 2-0 Finland - Nederland 1-1 Portugal - Malta 1-3 Finland |

| Kwalificatiegroep 7 | Kwalificatiegroep 7 | Wed | W | G | V | DV | DT | Ptn |
| ------------------- | ------------------- | --- | - | - | - | -- | -- | --- |
| 1                   | Polen               | 6   | 6 | 0 | 0 | 10 | 2  | 12  |
| 2                   | Engeland            | 6   | 3 | 1 | 2 | 11 | 5  | 7   |
| 3                   | Turkije             | 6   | 1 | 1 | 4 | 6  | 11 | 3   |
| 4                   | Ierland             | 6   | 1 | 0 | 5 | 5  | 14 | 2   |

| - Engeland 0-1 Polen - Ierland 3-2 Turkije - Ierland 0-3 Engeland - Turkije 0-1 Polen - Engeland 3-0 Ierland - Polen 2-0 Turkije | - Ierland 1-2 Polen - Turkije 2-2 Engeland - Engeland 2-0 Turkije - Polen 2-0 Ierland - Polen 2-1 Engeland - Turkije 2-1 Ierland |

| Kwalificatiegroep 8 | Kwalificatiegroep 8 | Wed | W | G | V | DV | DT | Ptn |
| ------------------- | ------------------- | --- | - | - | - | -- | -- | --- |
| 1                   | Zweden              | 6   | 4 | 2 | 0 | 17 | 3  | 10  |
| 2                   | Israël              | 6   | 3 | 2 | 1 | 11 | 6  | 8   |
| 3                   | Griekenland         | 6   | 1 | 1 | 4 | 6  | 13 | 3   |
| 4                   | Cyprus              | 6   | 1 | 1 | 4 | 3  | 15 | 3   |

| - Zweden 5-0 Griekenland - Cyprus 1-1 Zweden - Griekenland 2-2 Israël - Israël 4-0 Cyprus - Cyprus 1-0 Griekenland - Zweden 6-0 Cyprus | - Zweden 2-1 Israël - Israël 2-1 Griekenland - Israël 0-0 Zweden - Griekenland 1-3 Zweden - Cyprus 1-2 Israël - Griekenland 2-0 Cyprus |

## Knock-outfase
|  | kwartfinale       | kwartfinale | kwartfinale | kwartfinale |   |            | halve finale | halve finale | halve finale | halve finale |  |        | finale | finale | finale | finale |  |  |
|  |                   |             |             |             |   |            |              |              |              |              |  |        |        |        |        |        |  |  |
|  | Denemarken        | 5           | 1           | 6           |   |            |              |              |              |              |  |        |        |        |        |        |  |  |
|  | Polen             | 0           | 1           | 1           |   |            |              |              |              |              |  |        |        |        |        |        |  |  |
|  | Polen             | 0           | 1           | 1           |   | Denemarken | 0            | 0            | 0            |              |  |        |        |        |        |        |  |  |
|  |                   |             |             |             |   | Denemarken | 0            | 0            | 0            |              |  |        |        |        |        |        |  |  |
|  |                   | Italië      | 1           | 2           | 3 |            |              |              |              |              |  |        |        |        |        |        |  |  |
|  | Italië            | Italië      | 1           | 2           | 3 | 2          | 2            | 4            |              |              |  |        |        |        |        |        |  |  |
|  | Italië            |             |             |             |   | 2          | 2            | 4            |              |              |  |        |        |        |        |        |  |  |
|  | Tsjecho-Slowakije | 1           | 0           | 1           |   |            |              |              |              |              |  |        |        |        |        |        |  |  |
|  | Tsjecho-Slowakije | 1           | 0           | 1           |   |            |              |              |              |              |  | Italië | 2      | 0      | 2      |        |  |  |
|  |                   |             |             |             |   |            |              |              |              |              |  | Italië | 2      | 0      | 2      |        |  |  |
|  |                   | Zweden      | 0           | 1           | 1 |            |              |              |              |              |  |        |        |        |        |        |  |  |
|  | Duitsland         | Zweden      | 0           | 1           | 1 | 1          | 3            | 4            |              |              |  |        |        |        |        |        |  |  |
|  | Duitsland         |             |             |             |   | 1          | 3            | 4            |              |              |  |        |        |        |        |        |  |  |
|  | Schotland         | 1           | 4           | 5           |   |            |              |              |              |              |  |        |        |        |        |        |  |  |
|  | Schotland         | 1           | 4           | 5           |   | Schotland  | 0            | 0            | 0            |              |  |        |        |        |        |        |  |  |
|  |                   |             |             |             |   | Schotland  | 0            | 0            | 0            |              |  |        |        |        |        |        |  |  |
|  |                   | Zweden      | 0           | 1           | 1 |            |              |              |              |              |  |        |        |        |        |        |  |  |
|  | Nederland         | Zweden      | 0           | 1           | 1 | 2          | 0            | 2            |              |              |  |        |        |        |        |        |  |  |
|  | Nederland         |             |             |             |   | 2          | 0            | 2            |              |              |  |        |        |        |        |        |  |  |
|  | Zweden            | 1           | 1           | 2           |   |            |              |              |              |              |  |        |        |        |        |        |  |  |

## Olympische kwalificatie
| Team       | Manier van kwalificatie                                                                               | Resultaat OS                             |
| ---------- | --- | ---------------------------------------- |
| Spanje     | Gastland Olympische Zomerspelen 1992                                                                  | goud                                     |
| Denemarken | halvefinalist                                                                                         | 4e in groep (met onder andere Australië) |
| Italië     | halvefinalist                                                                                         | kwartfinale (verliezend van Spanje)      |
| Polen      | vervangt halvefinalist Schotland* omdat het over het hele** toernooi genomen de beste nummer vijf is. | zilver                                   |
| Zweden     | halvefinalist                                                                                         | kwartfinale (verliezend van Australië)   |
| Australië  | verslaat Nederland in play-off                                                                        | vierde plaats                            |

(* Schotland valt onder het  Verenigd Koninkrijk en kan zich niet kwalificeren
(** Ook de groepswedstrijden worden betrokken om de nummer vijf van het toernooi te bepalen

### Play-off
De nummer vijf van het toernooi speelt een play-off wedstrijd tegen een team uit Oceanië, dit is eigenlijk Polen, maar dat neemt de olympische plaats van Schotland al over. Vandaar dat de op een na beste nummer vijf, Nederland, hier speelde.
| Team 1    | Tot. | Team 2    | 1e wedstr. | 2e wedstr. |
| --------- | ---- | --------- | ---------- | ---------- |
| Australië | 3-3  | Nederland | 1-1        | 2-2 (n.v.) |

Australië wint op uitdoelpunten.

#### Eerste duel
| Olympische play-off (tweede duel) (Sydney, Australië, 16 mei 1992):                                                                                     |              | |
| Australië | 1 – 1        | Nederland |
| Tony Vidmar 24' | goals        | 48' (e.d.) Shaun Murphy |
| Eddie Thomson | bondscoach   | Nol de Ruiter |
| John Filan Tony Vidmar Ned Zelić Paul Okon 71' Zlatko Arambašić Milan Blagojevic Gary Hasler Lorenz Kindtner 60' Dominic Longo Damian Mori Shaun Murphy | opstellingen | Edwin Zoetebier André Karnebeek Robert Roest 73' Mitchell van der Gaag Arthur Numan Frank De Boer Phillip Cocu 85' Dean Gorré Rob Maas Marc Overmars Erik Meijer |
| Steve Refenes 60' George Slifkas 71' | wissels      | 73' Dirk Heesen 85' Marco van Hoogdalem |
| | gele kaarten | |

#### Tweede duel
| Olympische play-off (tweede duel) (Utrecht, Nederland, 24 mei 1992):                                                                                        |              | |
| Nederland | 2 – 2 (n.v.) | Australië |
| Frank de Boer 64' Arthur Numan 104' | goals        | 41' Ned Zelić 118' Ned Zelić |
| Nol de Ruiter | bondscoach   | Eddie Thomson |
| Edwin Zoetebier André Karnebeek Michel Kreek 46' Errol Refos Robert Roest Arthur Numan Dean Gorré Marc Overmars Erik Meijer Gaston Taument Max Huiberts 40' | opstellingen | John Filan Ned Zelić Paul Okon Zlatko Arambašić Milan Blagojevic 76' John Gibson 61' Gary Hasler Dominic Longo Shaun Murphy Steve Refenes Aurelio Vidmar |
| Frank de Boer 40' Phillip Cocu 46' | wissels      | 61' George Slifkas 76' Carl Veart |
| | gele kaarten | |